# Happyland New
Koordinaten: 46° 15′ 43″ N, 7° 27′ 20″ O; CH1903: 601304 / 123391
Das Happyland ist ein Schweizer Freizeitpark und liegt in Granges zwischen Sitten (Sion) und Siders (Sierre) am Rhoneufer. Der 25'000 m² grosse Park hat von Mitte März bis Ende Oktober geöffnet.

## Geschichte
1988 eröffnete der Freizeitpark mit einer Investitionssumme von 3 Millionen Franken mit fünf Kinder-Autos auf einer Bahn und fünf Stossschiffchen. Eine Vergrösserung des Geländes erfolgte 1990 und der Eigentümer investierte 1,5 Millionen Franken in neue Anlagen. Eine weitere Investition von 5 Millionen Franken im Jahr 2006 schuf weitere Vergnügungsmöglichkeiten für Familien mit Kindern und Superlative für die Schweiz, wie etwa die höchste und grösste Wildwasserbahn des Landes.

## Attraktionen
- Splash River ist eine Raftingabfahrt von der Firma Mack Rides denen der Europa-Park gehört und wurde 2008 gebaut. Sie hat eine Höhe von 18 Metern. Es handelt sich um die höchste Attraktion dieser Art in der Schweiz.
- In den Nautic Jets (bisher einmalig in der Schweiz) erlebt man eine Abfahrt mit anschließendem Flug des Bootes ins Wasser
- Big Swing ist eine grosse Schaukel, die neun Meter Höhe und 100° Steigung erreicht. Das besondere daran ist ein Knopf, mit dem man die Bahn jederzeit anhalten und in die Ausgangsstellung zurückbringen kann.
- Tropical Track ist eine im Jahr 2006 eröffnete, siebeneinhalb Meter hohe Kinderachterbahn, die auch kindlich gestaltet ist.
- Mongolfieres ist eine ruhige Ballonfahrtbahn für Kinder ab 1. Lebensjahr in Begleitung eines Erwachsenen. Sie bietet 23 Plätze und die Fahrt dauert drei Minuten.

### Weitere
| - Cherokee - Formule VS | - The Red Baron - Big toboggan | - Helly low G - Sea stars | - Speed Balanc - Simulator |